# Ингеманн, Бернхард Северин
Бернхард Северин Ингеманн (Ингеман) — датский писатель, поэт и драматург.

## Биография
Бернхард Северин Ингеманн родился 28 мая 1789 года на острове Фальстер.
Почти всю жизнь Бернхард провёл в городе Сорё; с 1822 года состоял профессором, а в 1843—1849 годах — директором академии, основанной Гольбергом.
В первом периоде его литературной деятельности выделяется романтическая поэма «De sorte Riddere» (1814), рисующая, по словам самого автора, его «мировоззрение рядом символически-фантастических образов, более похожих на силуэты, появляющиеся на экране волшебного фонаря, нежели на объективные отражения человеческой жизни». Огромный успех, особенно среди женщин, имела трагедия «Бланка» (1815; Королевский театр). Успех этого произведения вызвал горячую полемику, которая заставила Ингеманна, получившего в это время королевскую стипендию, уехать за границу.
Вернувшись, он издал свои «Сказки и рассказы», в которых, ещё не вполне отступая от ультраромантического направления, уже склонен к реалистичному изображению окружающей повседневной жизни. Через три года вышла в свет историческая поэма «Valdemar den Store og hans Maend» (1824), положившая начало циклу чрезвычайно любимых в Дании исторических романов Ингемана: «Вальдемар Победитель» («Valdemar Sejer», 1826), «Детство Эрика Менведа» («Erik Menveds Barndom», 1828), «Король Эрик» («Kong Erik og de Fredlose», 1833), «Принц Отто Датский» («Prinds Otto of Danmark», 1835) — заключающемуся поэмой: «Королева Маргрет» «Dronning Margrethe» (1836).
Ингеманн оставил также немало образцов героической поэзии («Хольгер Датчанин» «Holger Danske», 1837) и религиозной («Ноimessepsalmer», 1825), проникнутых любовью и кротостью. Они доставили автору эпитет «Светлого Бальдура» датской поэзии.
Бернхард Северин Ингеманн умер 24 февраля 1862 года в Сорё.
В ряду четырёх наиболее знаменитых датских авторов духовных песен (Томас Хансен Кинго, Ханс Адольф Брорсон, Николай Фредерик Северин Грундтвиг и Бернхард Северин Ингеманн) он, согласно ЭСБЕ, занимает весьма почётное место.

## Пьесы
- трагедия «Митридат» (1812)
- трагеди «Турнус» (1813)
- трагедия «Мазаниелло» (1815; Королевский театр)
- сказочная драма «Рейнальд-Волшебник» (1815)
- трагедия «Пастух из Тулузы» (1821)